# Popovo (Bulgária)
Popovo (búlgaro:Попово) é uma cidade da Bulgária, localizada no distrito de Targovishte. A sua população era de 15,548 habitantes segundo o censo de 2010.

## População
| Popovo | Popovo | Popovo | Popovo | Popovo | Popovo | Popovo | Popovo | Popovo | Popovo | Popovo | Popovo | Popovo | Popovo | Popovo | Popovo | Popovo | Popovo | Popovo | Popovo |
| --- | ------ | ------ | ------ | ------ | ------ | ------ | ------ | ------ | ------ | ------ | ------ | ------ | ------ | ------ | ------ | ------ | ------ | ------ | ------ |
| Ano | 1887   | 1910   | 1934   | 1946   | 1956   | 1965   | 1975   | 1985   | 1992   | 2001   | 2002   | 2003   | 2004   | 2005   | 2006   | 2007   | 2008   | 2009   | 2010   |
| População |        |        |        | 6,525  | 10,597 | 15,604 | 19,420 | 20,977 | 19,722 | 17,948 | 17,791 | 17,466 | 17,081 | 16,858 | 16,529 | 16,404 | 16,020 | 15,800 | 15,548 |
| Fontes: Instituto Nacional de Estatísticas, „citypopulation.de“, „pop-stat.mashke.org“, Bulgarian Academy of Sciences |        |        |        |        |        |        |        |        |        |        |        |        |        |        |        |        |        |        |        |